# Istaravșan
Istaravșan (în tadjică Истаравшан) este un oraș din Tadjikistan. Este unul cel mai vechi orașe din țarǎ cu o istorie de peste 2500 de ani.